# Mapa de Vesconte Maggiolo
El Mapa de Vesconte Maggiolo és un mapamundi dibuixat com una carta portolana creat el 1516 a Nàpols pel cartògraf Vesconte Maggiolo. Aquest mapa és notable per la seva detallada representació de les costes d'Amèrica de l'Est incloent allò que es va batejar com Índia, que avui dia coneix com "West Indies" al món anglosaxó.

## Descripció
El mapa de Maggiolo, que de fet és com una carta nàutica, mostra una àmplia extensió geogràfica que inclou les costes orientals d' Amèrica, Europa, Àfrica i Àsia. Aquest tipus de mapes eren essencials per a la navegació durant el Renaixement, proporcionant informació crucial sobre les rutes marítimes i els ports.

## Història
Vesconte Maggiolo (1478 – 1549/1561) fou un destacat cartògraf italià, nascut a Gènova. El 1511, es va traslladar a Nàpols, on va produir diversos atles nàutics. El seu treball és conegut per la precisió i el detall, característiques que es reflecteixen en el seu mapa de 1516. El 1527 va deixar un mapa que descriu els viatges de Verrazzano. Aquest mapa va tenir un error important (suposat "Mar Verrazzano" amb el seu "Istmo Verrazzano", com Giovanni va descriure incorrectament el continent nord-americà). Aquest error va seguir apareixent en mapes per més d'un segle. Una copia d'aquest mapa de 1527 ha estat destruït durant la Segona Guerra Mundial.

## Característiques
- Data de creació: 1516
- Material: Pergamí
- Dimensions: Aproximadament 100 x 60 cm
- Contingut: Representa les costes des d' Amèrica de l' Est fins a l' Índia, incloent detalls d' illes, ports i rutes marítimes.

## Importància
El mapa de Maggiolo és un exemple significatiu de la cartografia renaixentista. La seva precisió i detall van ajudar els navegants de l'època a explorar i comerciar de manera més efectiva. A més, aquest mapa és una valuosa font històrica que ofereix una visió de com s'entenia el món al segle XVI.

## Conservació
El mapa original es conserva a la Biblioteca Ambrosiana de Milà, Itàlia. Malgrat els danys soferts durant la Segona Guerra Mundial, s' han realitzat reproduccions que permeten el seu estudi i apreciació.

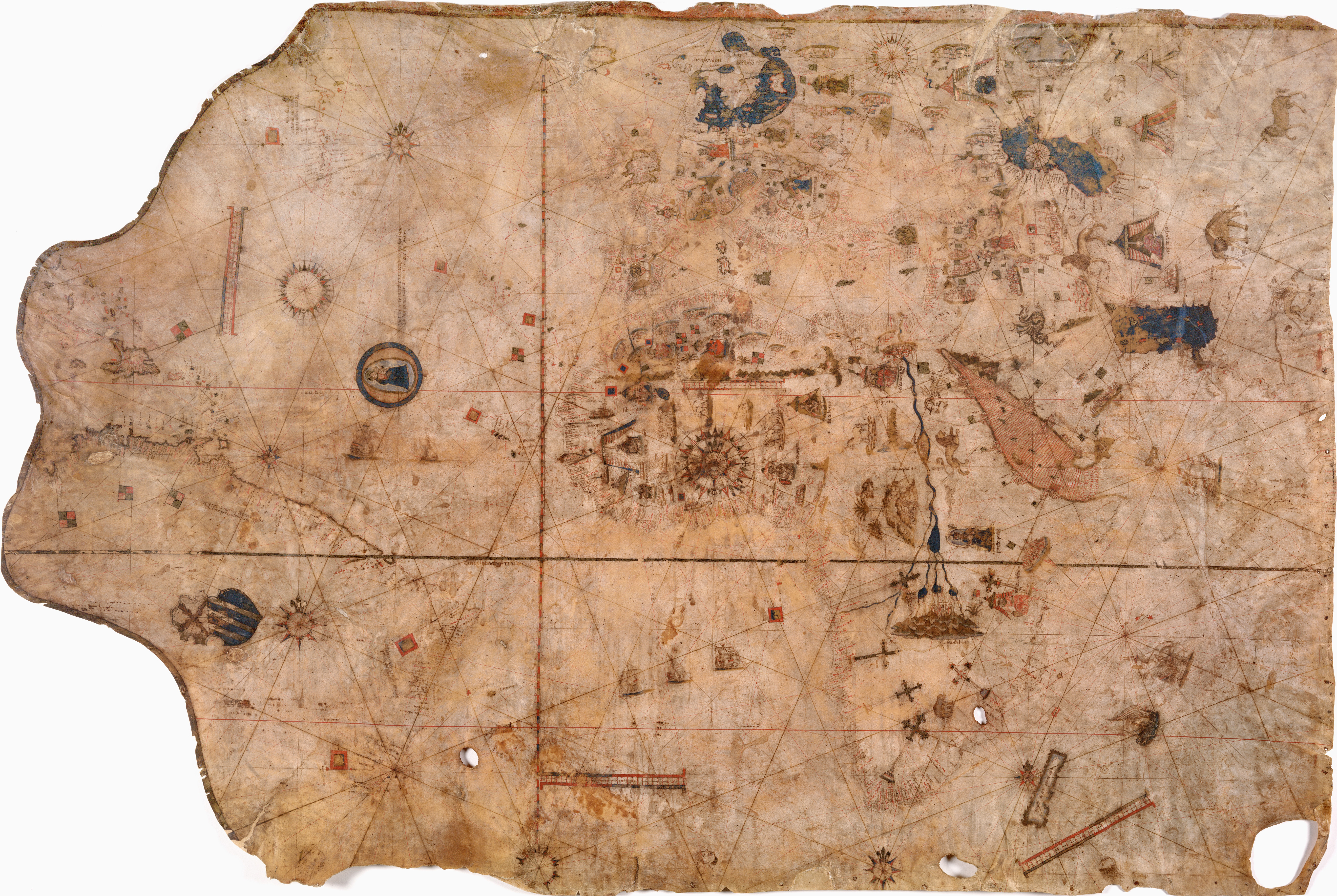
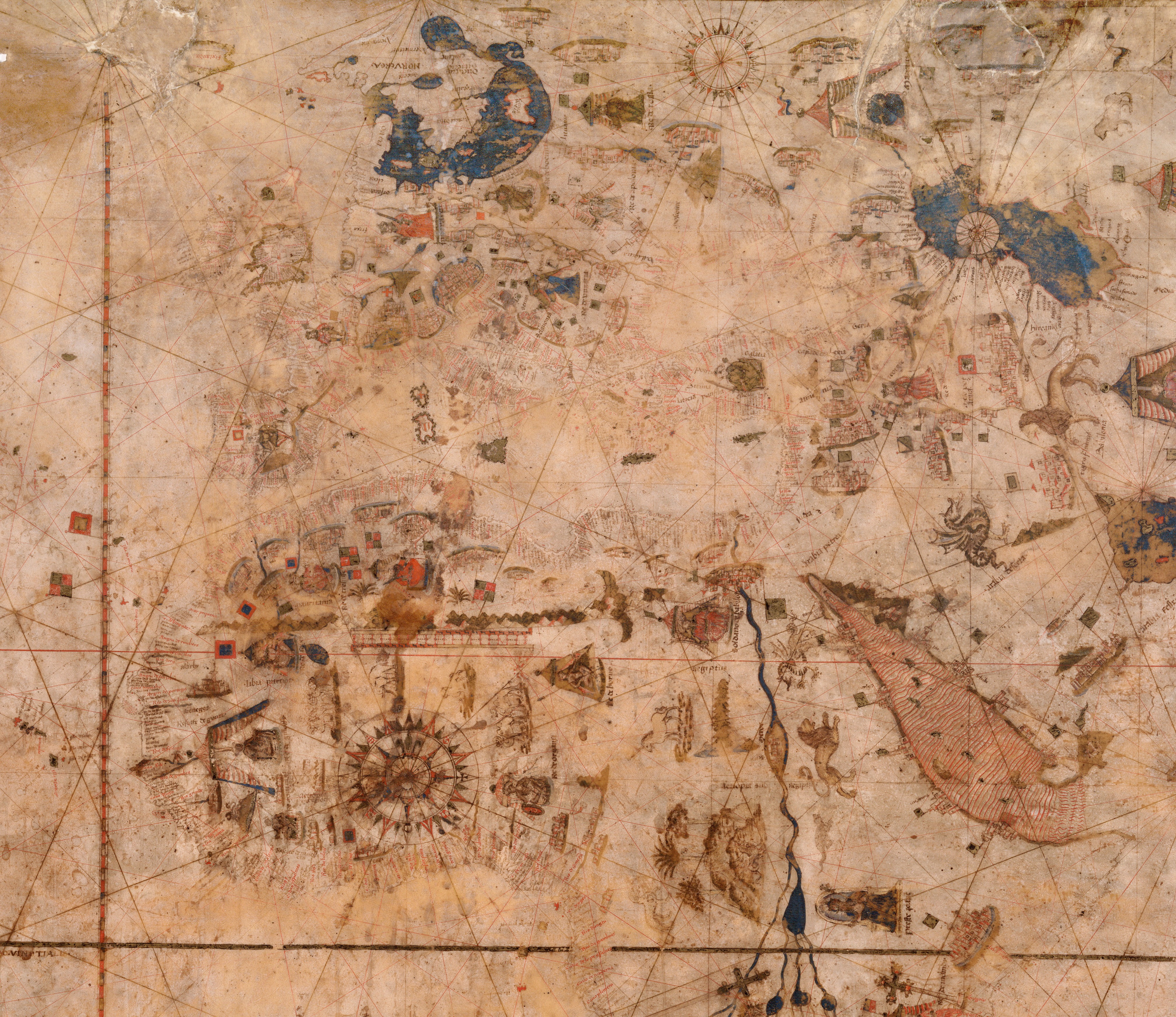
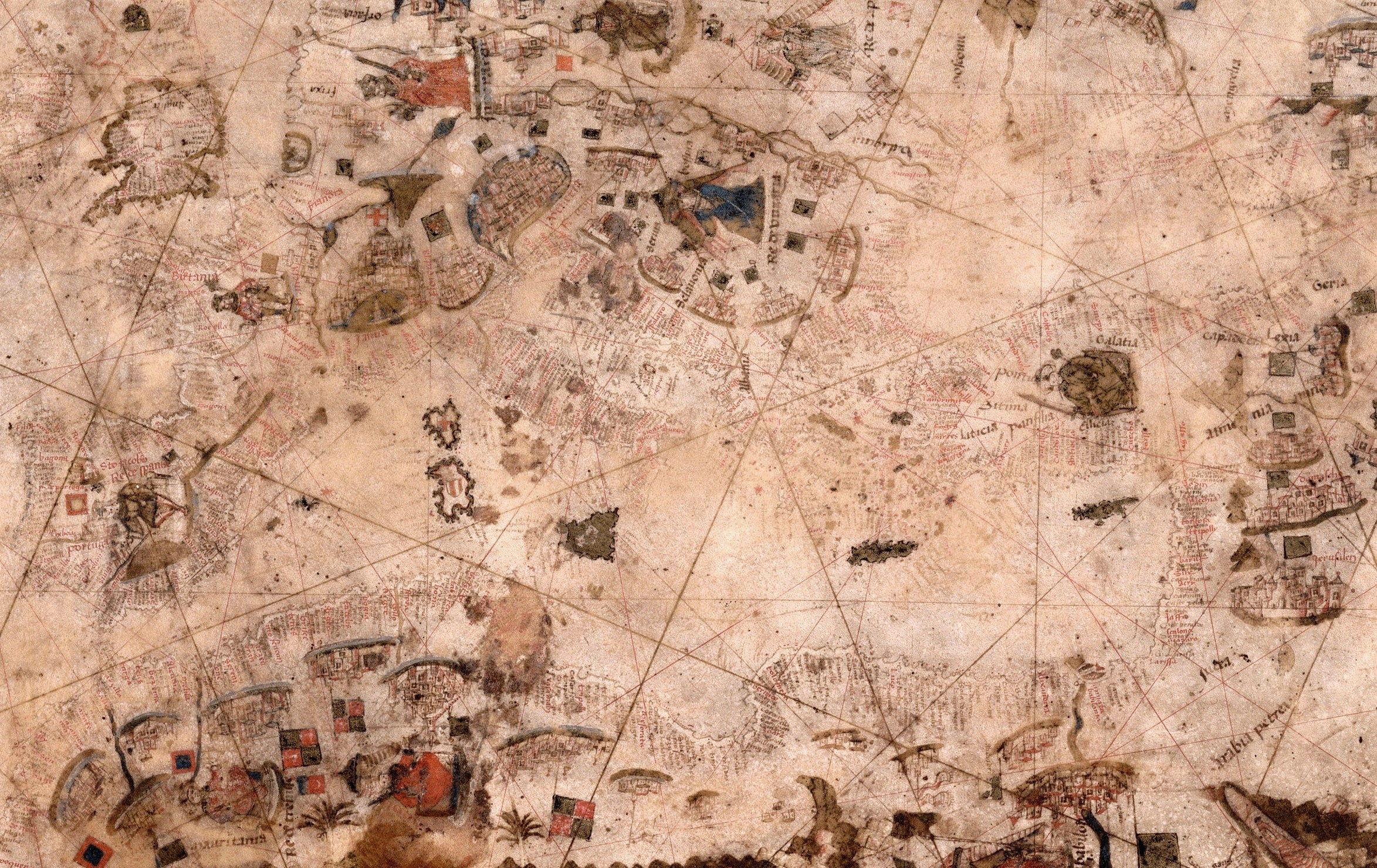
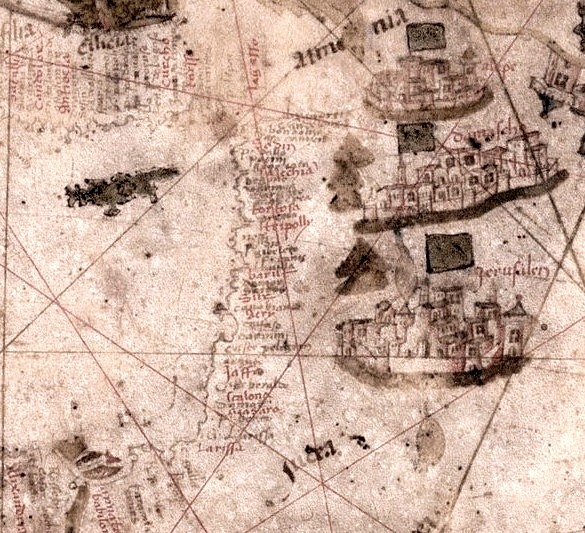